# الداروينية والتصميم
الداروينية والتصميم: أو الخلق بالتطور (بالإنجليزية: Darwinism and Design; Or, Creation by Evolution) هو كتاب من عام 1873 لجورج سانت كلير يدعو إلى التطور الإلهي. يجادل المؤلف بأن حجة التصميم متوافقة مع نظرية التطور لداروين.
تؤكد الكتب أن التطور هو طريقة الخلق. تمت مراجعة الكتاب في المراجعة الفصلية البريطانية ومجلة العلوم العقلية والمجلة الفصلية للعلوم. وعلقت المجلة الفصلية البريطانية: نهنئ المؤلف على أرض الواقع بمنجزه وفقًا لما يمليه ضميره ومعالجته العلمية لمشكلة عميقة ومعقدة. يقترح من خلال ارتباط القوى الفيزيائية والحيوية أنه إذا كان التطور النهائي للطاقة هو الوعي والإرادة، فمن المعقول أن نفترض أن نقطة البداية وأصل كل القوة هو العقل والإرادة اللانهائيان. هذه حجة بارعة، لكننا بعيدين عن قبول أي تحويل للقوة كما هو مضمن.
وجدت مجلة العلوم العقلية أن مزيجه من العلم واللاهوت لا يمكن الدفاع عنه، لكنها أشاد بكلير لإخلاصه في قبول أدلة التطور. تلقى الكتاب مراجعات مجهولة من قبل عالم الأحياء ألفريد راسل والاس والتي كانت داعمة بشكل عام. وصف عالم النبات آسا جراي كلير بأنه «دارويني إيماني» واقترح التعامل مع الموضوع من أساس «معقول بشكل أساسي». في عام 2003 أعيد نشر الكتاب والمراجعات من خلال ريتشارد إنجلاند بعنوان التصميم بعد داروين 1860-1900.